# Domingos Augusto de Miranda Ferreira Deusdado
Domingos Augusto de Miranda Ferreira Deusdado ComC • ComM (Rio Frio, Bragança, 6 de Setembro de 1890 - Lisboa, 20 de Junho de 1962), foi um advogado e escritor português.

## Biografia
Nasceu em Rio Frio, no concelho de Bragança, em 6 de Setembro de 1890. Ficou órfão de ambos os pais, tendo sido criado pelo seu tio Manuel António Ferreira Deusdado, que o influenciou.
Na Universidade de Lisboa, licenciou-se em direito, tendo-se inscrito como advogado em 1919. Também foi escritor, tendo produzido várias obras onde descreveu os processos judiciais nos quais participou.
Em 12 de Fevereiro de 1933, foi organizada uma festa de homenagem a Domingos Deusdado, por ter dirigido durante dois anos o Grémio de Trás-os-Montes.
Foi presidente na Casa de Trás-os-Montes, tendo sido um dos principais promotores dos Congressos de Trás-os-Montes, que foram de grande importância na discussão das condições sociais, culturais e económicas daquela região. Fez parte da comissão executiva do segundo Congresso, em 1941.
Ferreira Deusdado também exerceu como secretário no Grupo Tauromáquico Sector 1, tendo participado numa série de conferências promovidas por esta instituição entre 21 e 22 de Março de 1942. Também foi sócio do Instituto de Arqueologia.
Exerceu como alferes miliciano no Batalhão de Sapadores dos Caminhos de Ferro, durante a Primeira Guerra Mundial, tendo participado regularmente nas festas de confraternização anual daquele organismo.
Faleceu em Lisboa, em 20 de Junho de 1962.

### Obras publicadas
- Nun' Alvares simbolo das três virtudes : fé, esperança e caridade (1929)
- Traz-os-Montes' (1930)
- A Onda do Crime (1931)
- As casas regionais e a organização corporativa (1941)

## Homenagens
Domingos Deusdado foi homenageado com o grau de Oficial na Ordem de Cristo em 5 de Outubro de 1931, tendo ascendido a Comendador naquela ordem em 6 de Outubro de 1941, e em 6 de Julho de 1934 recebeu o grau de comendador na Ordem do Mérito.